# Емма Френска
Емма Френска (на френски: Emma de France; * 894; † 934) е френска кралица (923 –934).

## Биография
Емма произлиза от род Робертини, дъщеря на краля на Франция Робер I и Беатриса де Вермандуа.
През 921 г. тя се омъжва за херцог Рудолф от Бургундия (* 890; † 15 януари 936) от Бувинидите, който през 923 г. последва тъста си като френски крал. Той е син на Рихард I Застъпник (херцог на Бургундия) и Аделхайд, сестра на Рудолф I, крал на Бургундия (Велфи). Те имат само един син Луи (* 934), който умира много малък.
Емма е първата западнофранкска/френска кралица, чиято коронизация е писмено документирана. Тя не е коронована със съпруга си, а няколко месеца след него през есента 923 г., в катедралата на Реймс от архиепископа на Реймс.
Емма умира в годината на раждането на нейния син Луи (* 934) след като помагнала на съпруга си при потушаване на бунт на васали.